# Joan i Martí Castells Badia
Joan Castells Badia i Martí Castells Badia són dos pessebristes catalans.
Fills del també pessebrista Josep Castells i Martí, es van iniciar en l'ofici als 10 anys. Tenen el taller al carrer Caballero de Barcelona. La seva obra, present en moltes col·leccions privades de diversos països, figura als catàlegs dels més prestigiosos museus dedicats a una de les tradicions nadalenques més emblemàtiques. El 2018 van rebre la Creu de Sant Jordi "en reconeixement a [sic] la seva destacada trajectòria com a escultors de figures de pessebre, vinculada a una nissaga familiar de referència en el món del pessebrisme català".